# مشبك لفائف الجيش
Honor Roll Clasp (بالألمانية: Ehrenblattspange) كانت زخرفة ألمانيا النازية خلال الحرب العالمية الثانية. تم منح إجمالي 4,556 لأفراد الجيش وفافن إس إس. 
تم تأسيس Honor Roll Clasp في الجيش بعد الغزو الألماني للاتحاد السوفيتي في عام 1941. حتى 30 يناير 1944، كانت مجرد جائزة ورقية. بعد هذا التاريخ، قدم أدولف هتلر النسخة المعدنية من الجائزة.  كان هناك عدد من المؤهلات المحتملة لـ Honor Roll Clasp:
- لا يمكن منح الجائزة إلا بعد أن حصول المستلم على الصليب الحديدي في كل من الدرجة الأولى والثانية. [2]
- لأولئك الذين «مرة أخرى (بعد منحهم الصليب الحديدي في كلا الدرجتين) ميز نفسه في القتال». [2]
- الإدراج في قائمة الشرف للجيش الألماني ( Ehrenblatt des deutschen Heeres ) [2]

لم تكن هناك مؤهلات محددة لكسب هذه الجائزة بخلاف ما هو مذكور أعلاه؛ كان منحها حسب تقدير القيادة العليا الألمانية. تم منحها بشكل مقتصد للاحتفاظ بمستوى عالٍ من المكانة والشرف. لم تكن فافن إس إس جزءًا قانونيًا من الجيش الألماني، ولكنها مع ذلك كانت مؤهلة بنفس الشروط مثل الجيش.  كما تم منح نسختين مختلفتين لأعضاء القوات البحرية والقوات الجوية المتلقية.

## وصف

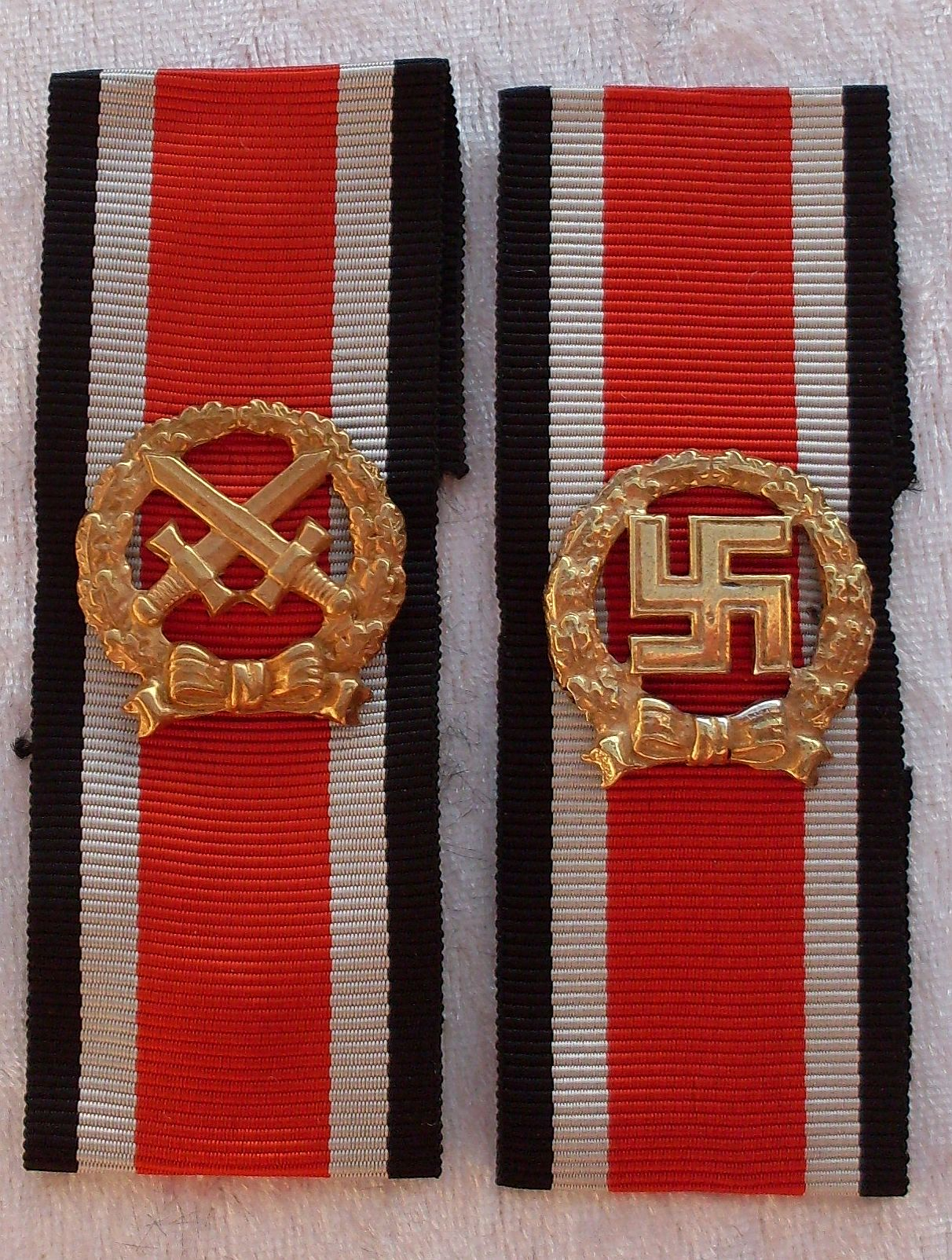
الشرف لفة قفل الجيش
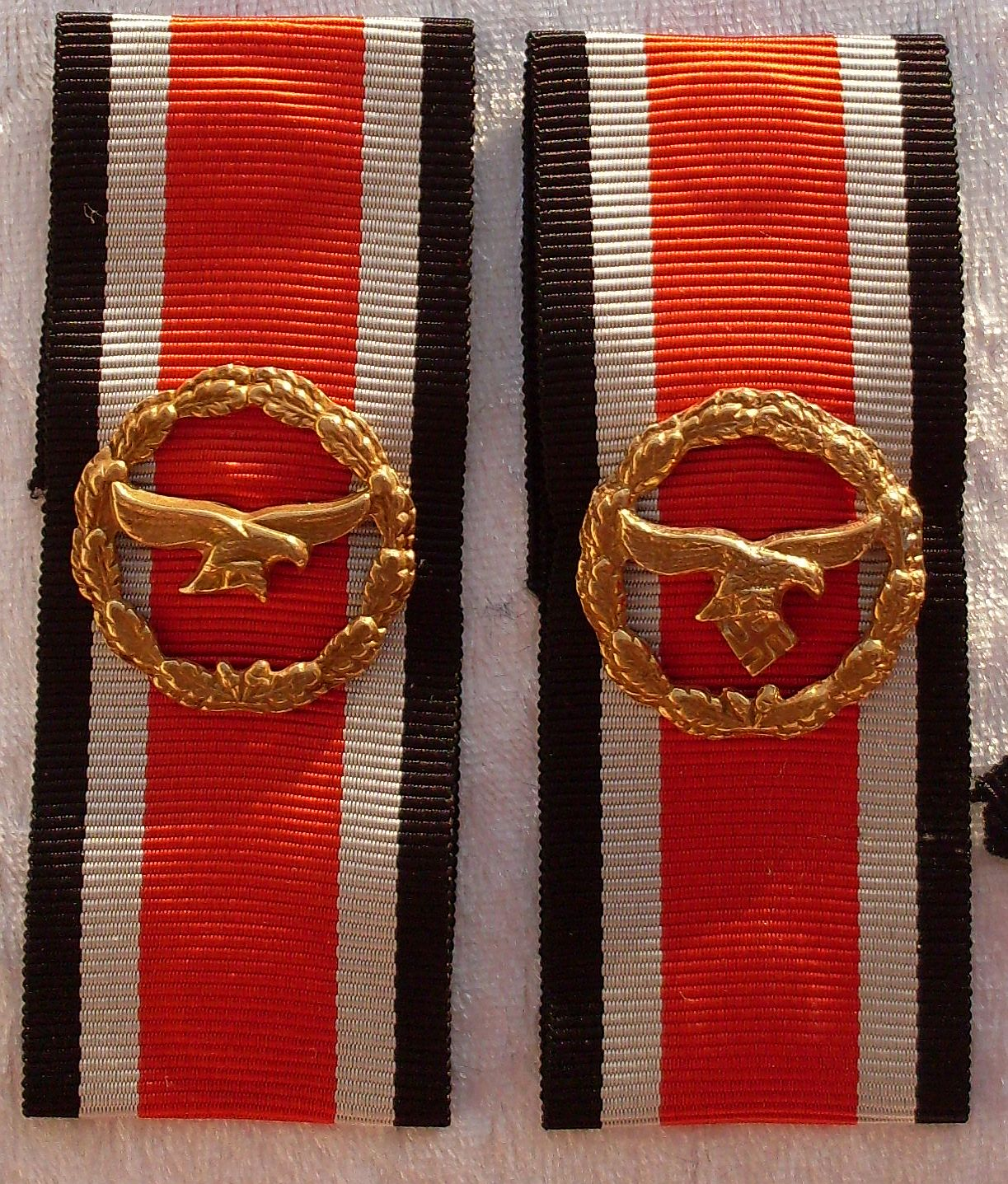
لوفتفافه variant
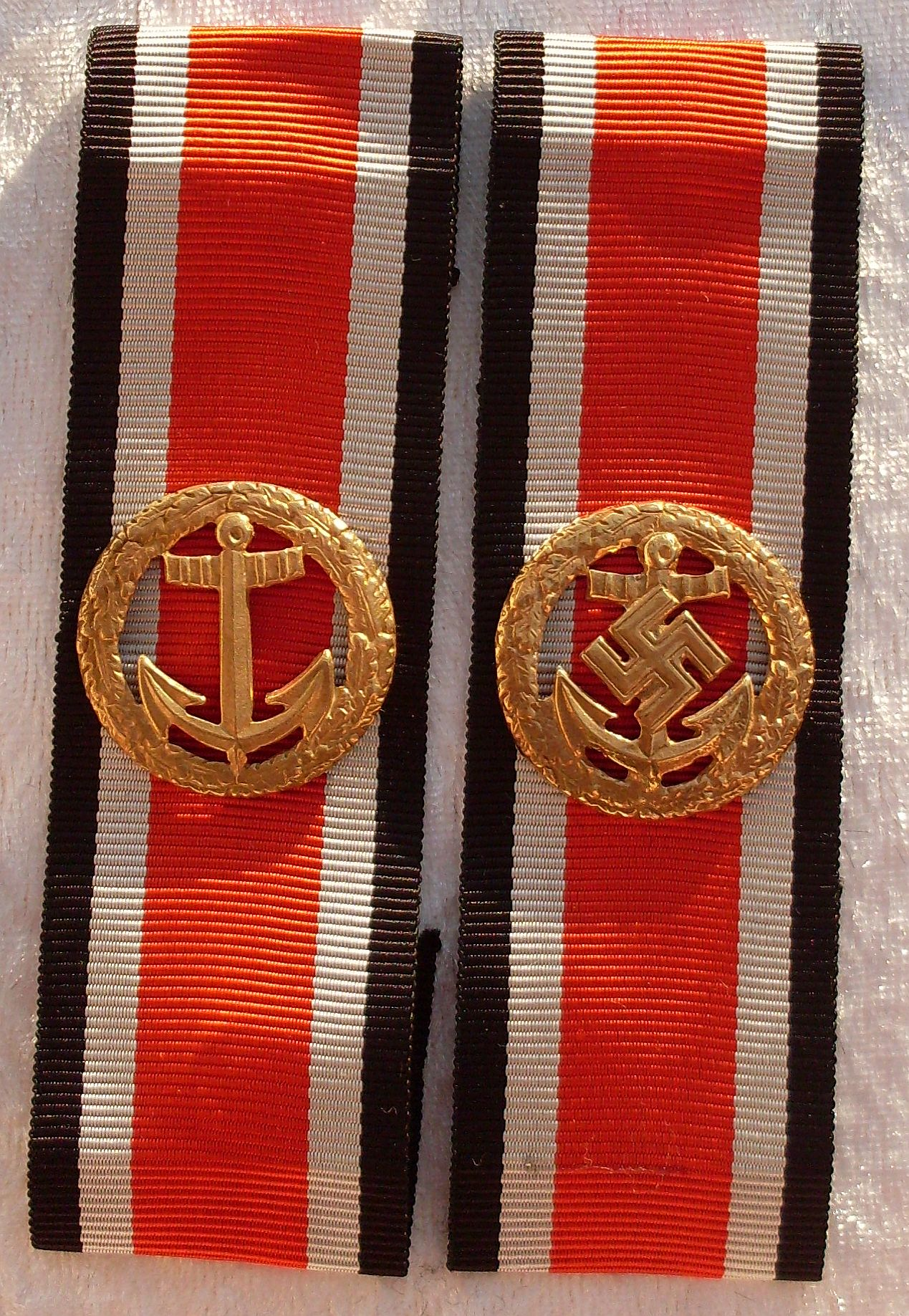
متغير كريغسمارين